# Blaudus ruficornis
Blaudus ruficornis (лат.) — вид клопов, единственный в составе рода Blaudus Stål, 1872 (syn. Tunaria Pirán, 1957) из семейства древесных щитников. Эндемики Южной Америки (Колумбия, Эквадор).

## Описание
Длина тела менее 1 см. От близких родов отличается следующими признаками: отверстие-носик ароматической железы без чёрных пятен у дистального конца; заднебоковые края переднеспинки не образованы шипами или отростками; пронотум не бороздчатый медиально. Параклипеи достигают переднего конца антеклипеуса, но не выходят за его пределы; 1-й усиковый сегмент выходит за пределы переднего конца головы; рострум достигает передних концов средних тазиков; дистальный конец 1-го рострального сегмента на уровне передних границ глаза; максиллярный бугорок отсутствует.  Лапки состоят из двух сегментов. Щитик треугольный и достигает середины брюшка, голени без шипов.